# Krushari (huyện)
Krushari là một huyện thuộc tỉnh Dobrich, Bungaria. Dân số thời điểm năm 2001 là 5924 người.